# سفياتوسلاف ميخايليوك
سفياتوسلاف ميخايليوك (مواليد 10 يونيو 1997) هو لاعب كرة سلة أوكراني يلعب في نادي تورونتو رابتورز.

## روابط خارجية
- سفياتوسلاف ميخايليوك على موقع الاتحاد الدولي لكرة السلة (الإنجليزية)
- سفياتوسلاف ميخايليوك على موقع إن بي أي (الإنجليزية)
- سفياتوسلاف ميخايليوك على موقع سبورتس رفرنس (الإنجليزية)
- سفياتوسلاف ميخايليوك على موقع كرة السلة الأوروبية.كوم (الإنجليزية)
- سفياتوسلاف ميخايليوك على موقع إي إس بي إن.كوم (الإنجليزية)
- سفياتوسلاف ميخايليوك على موقع كلية كرة السلة في سبورتس رفرنس.كوم (الإنجليزية)
- سفياتوسلاف ميخايليوك على موقع ريلجم (الإنجليزية)
- سفياتوسلاف ميخايليوك على موقع بروبوليرز (الإنجليزية)
- سفياتوسلاف ميخايليوك على موقع سبورتس رفرنس (الإنجليزية)
- سفياتوسلاف ميخايليوك على موقع سبورتس رفرنس (الإنجليزية)